# Cartagogena februa
Cartagogena februa är en fjärilsart som beskrevs av Józef Razowski 1992. Cartagogena februa ingår i släktet Cartagogena och familjen vecklare. Inga underarter finns listade i Catalogue of Life.